# Николюкин, Александр Николаевич
Алекса́ндр Никола́евич Николю́кин (26 мая 1928, Воронеж — 28 июля 2023, Москва) — российский исследователь американской  и английской  литературы, русской литературы  и наследия русского зарубежья.
Главный редактор «Литературоведческого журнала» (с 1993), издаваемого ИНИОН РАН, доктор филологических наук (1970), член Союза писателей России (1992), действительный член РАЕН (1993) и МАНПО (2000, Международная академия педагогического образования), главный научный сотрудник ИНИОН РАН (с 2000). Печатается с 1954.

## Биография
Родился 26 мая 1928 г. в Воронеже.
В 1946 г. окончил школу с золотой медалью. Поступил в Ленинградский университет. Через год перевелся в Московский университет, филологический факультет которого окончил с красным дипломом (1953). С 1953 г. по 1956 г. учился в аспирантуре Института мировой литературы, в 1958 г. защитил кандидатскую диссертацию по английской литературе.
20 лет работы в ИМЛИ были посвящены сравнительному изучению литератур, участию в подготовке дискуссии «Взаимосвязи и взаимодействие национальных литератур». В 1960 г. в ИМЛИ было принято решение о начале работы по подготовке «Истории литературы США», создана научная группа профессора М. О. Мендельсона, в работе которой Александр Николаевич принимал участие и как автор, и как редактор сборников: «Проблемы истории литературы США» (М., 1964), «Современное литературоведение США» (М., 1969), «Проблемы литературы США XX века» (М., 1970), «Основные тенденции развития современной литературы США» (М., 1973). Появляются статьи и издания, связанные с творчеством Байрона («Дневники. Письма», 1963), Вашингтона Ирвинга («История Нью-Йорка», 1968), Эдгара По («Полное собрание рассказов», 1970), Фенимора Купера, Торо (Того) Генри, Натаниеля Готорна, Германа Мелвилла, Норманна Мейлера, Уильяма Стайрона,. Итоговая работа «Американский романтизм и современность» (1968) становится докторской диссертацией, созданной при консультации профессора Р. М. Самарина. Выходят также работы о наследии Шекспира и Сервантеса, Горького и Драйзера, истории советской литературы и литературоведения.
Период работы в Отделе литературоведения ИНИОН РАН наступил с 1976. Продолжением темы литературы США стали книги «Человек выстоит. Реализм Фолкнера» (1988), «Американские писатели как критики: Из истории литературоведения США XVIII—XX веков» (2000), а также монографии по сравнительному изучению литератур: «Литературные связи России и США: Становление литературных контактов» (1981), «Взаимосвязи литератур России и США: Тургенев, Толстой, Достоевский и Америка» (1987). Вышли антологии и сборники с критическим аппаратом: «Эстетика американского романтизма» (1977), двухтомник «Писатели США о литературе» (1982), «Американская романтическая проза» (1984), Фолкнер У. Статьи, речи, интервью, письма (1985), «A Russian discovery of America» (1986), «Взгляд в историю — взгляд в будущее: Русские и советские писатели, учёные, деятели культуры о США» (1987), Уоррен Р. П. Как работает поэт: Статьи и интервью (М., 1988), «„Сделать прекрасным наш день…“: Публицистика американского романтизма» (1990).

### Постсоветский период
В постсоветский период подобные книги перестали издаваться. В новых работах показано единство художественного и философского осмысления Гоголем, Достоевским, Толстым, Розановым мира, человека и смысла истории, обосновывается взгляд на развитие русской литературы и философии как целостного процесса в отличие от стремления усмотреть в наследии писателя противоречащие друг другу стороны. В области энциклопедистики созданы в качестве главного редактора и составителя «Литературная энциклопедия русского зарубежья» в 4 т. (1997—2006), «Литературная энциклопедия терминов и понятий» (2001), «Розановская энциклопедия» (2008), материалы Международной научной конференции «Наследие В. В. Розанова и современность» (2009).
Как ведущий специалист по идейному наследию В. В. Розанова, Д. С. Мережковского, З. Н. Гиппиус, Л. Н. Толстого подготовил (главный редактор и составитель) первое Собр. соч. В. В. Розанова в 30 т. (1994—2010),  в 2014 году начато Полное собр. соч. Розанова (в 35 томах), книга «Розанов» (2001), ряд сборников произведений Розанова; Собр. соч. Д. С. Мережковского (1995—2010. Т. 1 — 7), «Д. С. Мережковский: pro et contra» (СПб., 2001), двухтомник «Дневники» З. Гиппиус (1999), «Живые лица» (2002) и «Неизвестная проза» З. Н. Гиппиус (СПб., 2002—2003. Т. 1 — 2), «З. Н. Гиппиус: pro et contra» (СПб., 2008); участвовал в подготовке издания Собр. соч. Гиппиус (2001—2013. Т. 1 — 15). Из наследия Л. Н. Толстого подготовлены к научному изданию двухтомник «Круг чтения» (1991), «Путь жизни» (1993) и «Философский дневник. 1901—1910» (2003).
Под общей редакцией Николюкина вышло Собрание сочинений М. Н. Каткова в 6 т. (2010—2011), Ю.Ф.Самарина (в 5 т., 2013-2020), С.П.Шевырева (в 7 т., изд. с 2019 г.), а также А.И.Одоевского (в 9 т.),  изданы первые переводы книг В. Набокова «Ада, или Страсть» (1995), «Комментарии к „Евгению Онегину“ Александра Пушкина» (1999). Н. один из организаторов ежегодных Катковских чтений (с 2007).
В центре научных интересов Николюкина — западная и русская литература XVIII–XX веков, русская консервативная критика второй половины XIX века. Работы Николюкина выполнены в методике сравнительно-исторического литературоведения. В основе его сочинений — идея о единстве в XX веке русской литературы в России и в русском зарубежье. Как компаративист, Николюкин всегда выступал против теории направленного влияния одного писателя на другого и отстаивал тезис о самодвижении, «коллективном отборе» в литературном процессе.
Николюкин – автор мемуаров о жизни ИМЛИ РАН в 1950-1970-е (см. кн. «Наедине с русской классикой»).

## Семья
Дед — Иван Николаевич Николюкин (1863—1918), выпускник Московского университета; был ведущим глазным врачом в воронежской городской больнице, служил врачом на Дальнем Востоке во время Русско-японской войны и получил медаль. В конце 1917 г., после национализации его двухэтажного дома, уехал в родные Березняги Богучарского уезда Воронежской губернии, где на Пасху 1918 г. умер от инфаркта.
Отец — Николай Иванович Николюкин (1896—1976), выпускник Московского университета (1921), профессор Воронежского пединститута (1935), доктор биологических наук (1948). Во время кампании против вейсманистов-морганистов осенью 1948 года был уволен из пединститута, поскольку занимался гибридизацией рыб. В 1952 году в Саратове вывел рыбу бестер, получившую промышленное воплощение.
Мать — Нина Аполлоновна Тимофеева (1896—1976), из дворянской семьи чиновника земства в Перми, по профессии биолог, с 1925 года работала вместе с мужем.
Жена (с 1960) — Светлана Алексеевна Коваленко (7.9.1927 — 6.9.2007), литературовед, старший научный сотрудник ИМЛИ РАН, доктор филологических наук (1990), член Союза писателей России (1990).
- дочь — Светлана Александровна Толмачёва, защитила в МГУ кандидатскую диссертацию о Шекспире;
- зять — Василий Михайлович Толмачев (род. 1957) — доктор филологических наук, заведующий кафедрой истории зарубежной литературы МГУ[8]
- внучки: Мария Васильевна Толмачёва, выпускница факультета журналистики МГУ; Ольга Васильевна Толмачёва, выпускница МАРХИ.

## Избранные труды
Источник — электронные каталоги РНБ Архивная копия от 3 марта 2016 на Wayback Machine
- Николюкин А. Н. Американский романтизм и современность. — М.: Наука, 1968. — 411 с.
- Николюкин А. Н. Антикультура: массовая литература США. — М. : Знание, 1973. — 64 с. — (Новое в жизни, науке, технике. Серия «Литература»; 3).
- Николюкин А. Н. Василий Васильевич Розанов. (Писатель нетрадиц. мышления). — М. : Знание, 1990. — 64 с. — (Новое в жизни, науке, технике . Литература ; 8/1990). — ISBN 5-07-001400-5
- Николюкин А. Н. Взаимосвязи литератур России и США : Тургенев, Толстой, Достоевский и Америка / Отв. ред. Ю. Д. Левин. — М. : Наука, 1987. — 351 с.
- Николюкин А. Н. Голгофа Василия Розанова. — М. : Рус. путь, 1998. — 503 с. — ISBN 5-85887-023-6
- Николюкин А. Н. Литературные связи России и США : Становление лит. контактов. — М. : Наука, 1981. — 406 с.
- Николюкин А. Н. Массовая поэзия в Англии конца XVIII — начала XIX веков. — М.: Изд-во Акад. наук СССР, 1961. — 275 с.
- Николюкин А. Н. Массовая поэзия конца XVIII — начала XIX веков в Англии : Автореф. дис. … канд. филол. наук. — М., 1956. — 18 с.
- Николюкин А. Н. Наедине с русской классикой. — М.: ИНИОН, 2013. — 442 с. — (Теория и история литературоведения). — ISBN 978-5-248-00659-5.
- Николюкин А. Н. Розанов. — М. : Мол. гвардия, 2001. — 511 с. — (Жизнь замечательных людей : Сер. биогр. / Основана в 1933 г. М. Горьким ; Вып. 788). — ISBN 5-235-02398-6
- Николюкин А. Н. Утраченные надежды. (Амер. лит. и крушение «амер. мечты»). — М. : Знание, 1984. — 64 с. — (Новое в жизни, науке, технике . Литература ; 3).
- Николюкин А. Н. Человек выстоит : Реализм Фолкнера. — М. : Худож. лит., 1988. — 302 с.

- Американская романтическая проза [Сб. / Сост. и предисл., с. 7-32, А. Н. Николюкина]. — М. : Радуга, 1984. — 523 с.
- Василий Васильевич Розанов : [труды розановедов за 25 лет] / под ред. А. Н. Николюкина. — М.: РОССПЭН и др., 2012. — 406 с. — (Философия России первой половины XX века). — ISBN 978-5-8243-1693-3
- Взгляд в историю — взгляд в будущее : Рус. и сов. писатели, учёные, деятели культуры о США [Сборник / Сост., авт. послесл., с. 599—623, и коммент. А. Н. Николюкин]. — М. : Прогресс, 1987. — 713 с.
- З. Н. Гиппиус: pro et contra. личность и творчество Зинаиды Гиппиус в оценке современников и исследователей антология / [сост., вступ. ст.: А. Н. Николюкин]. — СПб.: Изд-во Русской христианской гуманитарной академии, 2008. — 1037 с. — (Серия «Русский путь»). — ISBN 978-5-88812-236-5
- Катков М. Н. Собрание сочинений. в 6 т. / под общ. ред. А. Н. Николюкина. — СПб.: Росток, 2010.
- Кто есть кто в российском литературоведении : биоблиографический словарь-справочник / [гл. ред.: А. Н. Николюкин]. — М.: Институт научной информации по общественным наукам, 2011. — 406 с. — (Серия «Теория и история литературоведения»). — ISBN 978-5-248-00591-8
- Литература капиталистических стран в оценке современной зарубежной критики. Сб. обзоров / [Отв. ред. А. Н. Николюкин]. — М. : ИНИОН, 1989. — 241 с. — (Серия «Направления и тенденции в современном литературоведении и литературной критике»).
- Литературная энциклопедия русского зарубежья (1918—1940). — 1999. — Т. 3 : Книги : ч.1. А-3 / [Гл. ред. А. Н. Николюкин- гл. ред.]. — 349 с. — ISBN 5-4248-00090-4 (ошибоч.)
- Литературная энциклопедия терминов и понятий / гл. ред. и сост. А. Н. Николюкин. — М.: Интелвак, 2003. — 1596 стб. — ISBN 5-93264-026-X
- Марк Твен в воспоминаниях современников / [Составление А. Николюкина]. — М. : Изд. центр «Терра» Худож. лит., 1994. — 415 с. — (Серия литературных мемуаров).
- Наследие В. В. Розанова и современность : матер. Междунар. науч. конф., Москва, 29-31 мая 2006 г. / науч. ред. и сост. А. Н. Николюкин. — М.: РОССПЭН, 2009. — 639 с. — ISBN 978-5-8243-1173-0
- Настоящая магия слова : В. В. Розанов в литературе русского зарубежья / [сост., предисл. и коммент. А. Н. Николюкина]. — СПб.: Росток, 2007. — 215 с. — (Неизвестный XX век). — ISBN 978-5-94668-043-1
- Писатели русского зарубежья (1918—1940) : Справочник [В 3 ч.] / [Гл. ред. и авт. предисл. А. Н. Николюкин]. — [2-е изд., испр.]. — М. : ИНИОН, 1994.
- Писатели США о литературе : [Сб.] / Пер. с англ.; Сост. и авт. вступ. ст., с. III—XXVI, А. Николюкин. — М. : Прогресс, 1982.
- Розанов В. В. Золотая проза серебряного века. Из рукоп. наследия / [Вступ. ст., сост., подгот. текстов и коммент.: А. Н. Николюкина]. — М. : Лаком-книга Габестро, 2001. — 367 с. — (Сочинения). — (Золотая проза серебряного века). — ISBN 5-85647-056-5
- Розанов В. В. Листва. собрание сочинений / [сост. и подгот. текста: А. Н. Николюкина и др. коммент.: А. Н. Николюкина, В. Г. Сукача]. — М.; СПб.: Республика Росток, 2010. — 591 с. — (Собрание сочинений / под общ. ред. А. Н. Николюкина ; Т. 30). — ISBN 978-5-94668-072-1
- Розанов В. В. Мимолетное, 1914 год, 1915 год. [сочинения] / [под общ. ред. и коммент. А. Н. Николюкина]. — Изд. 2-е, испр. — М.: Республика, 2011. — 782 с. — ISBN 978-5-250-01705-3
- Розанов В. В. Природа и история; Статьи и очерки, 1904—1905 гг. собрание сочинений / под общ. ред. А. Н. Николюкина [сост. и подгот. текста А. Н. Николюкина и др.]. — М.; СПб. : Республика Росток, 2008. — 765 с. — (Собрание сочинений). — ISBN 978-5-94668-058-5
- Розанов В. В. Религия и культура / [сост. и подгот. текста А. Н. Николюк[ин]а и др.]. — М.; СПб. : Республика Росток, 2008. — 894 с. — (Собрание сочинений / под общ. ред. А. Н. Николюкина; т. 26). — ISBN 978-5-94668-064-6
- Розанов В. В. Русская государственность и общество. Ст. 1906—1907 гг. / [Сост. и подгот. текста А. Н. Николюкина и др.]. — М. : Республика, 2003. — 526 с. — (Собрание сочинений / Под общ. ред. А. Н. Николюкина; [Т. 15]). — ISBN 5-250-02321-5
- Розанов В. В. Сочинения. в 12 т / [под общ. ред. А. Н. Николюкина, коммент. А. Н. Николюкина и В. Н. Дядичева, послесл. А. Н. Николюкина]. — М.: Республика, 2011.
- Розанов В. В. Старая и молодая Россия : Статьи и очерки 1909 г. / [Сост. и подгот. текста А. Н. Николюкина и др.]. — М. : Республика, 2004. — 469 с. — (Собрание сочинений / Под общ. ред. А. Н. Николюкина ; Т. 19).
- Розанов В. В. Террор против русского национализма. статьи и очерки 1911 г. собрание сочинений / [сост. и подгот. текста А. Н. Николюкина и В. Н. Дядичева] под общ. ред. А. Н. Николюкина]. — М.: Республика, 2011. — 413 с. — ISBN 978-5-250-01893-9
- Розанов В. В. Эстетическое понимание истории : статьи и очерки 1889—1897 сумерки просвещения / [под общ. ред. А. Н. Николюкина, сост. А. Н. Николюкина]. — М.; СПб.: Республика Росток, 2009. — 878 с. — (Собрание сочинений / под общ. ред. А. Н. Николюкина ; Т. 28). — ISBN 978-5-94668-068-4
- Розанов В. В. Юдаизм : статьи и очерки 1898—1901 гг / [сост. и подгот. текста А. Н. Николюкина и др.]. — М.; СПб. : Республика Росток, 2009. — 845 с. — (Собрание сочинений / под общ. ред. А. Н. Николюкина; т. 27). — ISBN 978-5-94668-065-3
- Розановская энциклопедия / сост. и гл. ред. А. Н. Николюкин. — М.: РОССПЭН, 2008. — 2422 стб. — ISBN 978-5-8243-1101-3
- Русский Нью-Йорк : антология «Нового журнала» / сост., коммент. А. Н. Николюкина; вступ. ст. В. Крейда и А. Н. Николюкина. — М.: Русский путь, 2002. — 445 с. — ISBN 5-85887-113-5
- Толстой Л. Н. Философский дневник, 1901—1910 / [Сост., вступ. ст. и коммент. А. Н. Николюкина]. — М. : Известия, 2003. — 543 с. — (Мыслители России / Ред. совет: Э. А. Галумов (рук.) и др.). — ISBN 5-206-00623-8
- Самарин Ю. Ф. Собрание сочинений. в 5 т. / [сост., подгот. текста, коммент., указ. имён А. Н. Николюкина] под общ. ред. А. Н. Николюкина. — СПб.: Росток, 2013.
- «Сделать прекрасным наш день…» : Публицистика амер. романтизма [Сб.] / Пер. с англ.; [Сост., вступ. ст., с. 3-28, науч. подгот. текста А. Н. Николюкина]. — М. : Прогресс, 1990. — 538 с. — ISBN 5-01-002096-3
- Эстетика американского романтизма : [Сб. ст. / Пер. с англ.; Сост., вступит. статья и коммент. А. Н. Николюкина]. — М.: Искусство, 1977. — 464 с. — (История эстетики в памятниках и документах)